# Lucifer (4.ª temporada)
A quarta temporada de Lucifer foi anunciada pela Netflix em 15 de junho de 2018 após adquirir os direitos autorais da série depois de seu cancelamento pela Fox. Joe Henderson continua como showrunner e criador. A quarta temporada estreou em 8 de maio de 2019.

## Elenco e personagens
- Tom Ellis como Lucifer Morningstar
- Lauren German como Chloe Decker
- Kevin Alejandro como Daniel "Dan" Espinoza
- D. B. Woodside como Amenadiel
- Lesley-Ann Brandt como Mazikeen
- Scarlett Estevez como Beatrice "Trixie" Espinoza
- Rachael Harris como Linda Martin
- Aimee Garcia como Ella Lopez
- Inbar Lavi como Eva

## Produção
A Netflix confirmou a quarta temporada de Lucifer em 15 de junho de 2018 após adquirir os direitos autorais da série depois de seu cancelamento pela Fox. Joe Henderson continua como showrunner e criador.
A quarta temporada estreou em 8 de maio de 2019.

## Episódios
| N.º na série | N.º na temp. | Título                                                                                   | Dirigido por        | Escrito por      | Lançamento        |
| --- | ------------ | ---------------------------------------------------------------------------------------- | ------------------- | ---------------- | ----------------- |
| 58 | 1            | "Everything's Okay" "(Está Tudo Certo)" (BR)                                             | Sherwin Shilati     | Joe Henderson    | 8 de maio de 2019 |
| Um mês após a morte de Caim e a ascensão de Charlotte Richards ao céu por Amenadiel, Lúcifer ficou deprimido pensando em como Chloe poderia estar processando a revelação de que ele era o próprio Diabo. Chegando ao local de um apicultor assassinado, Bob Goldbach, Chloe finalmente chega muito à perplexidade de Lúcifer. Quando os dois tentam se reconectar, eles encontram o Marshall Marshall Reynolds, o manipulador WITSEC de Goldbach. Aprendendo que Bob era um executor da máfia, eles verificam com membros de sua família criminosa em Los Angeles para encontrar suspeitos, mas nenhum aparece. Dado o comportamento dela ao seu redor, Lúcifer começa a se perguntar se Chloe pode ser repelida por ele; mas lembrando a declaração de Reynolds e encontrando uma contradição, Chloe descobre que Reynolds matou Goldbach, e planejava matar sua esposa para incriminar outro executor até que Lúcifer e Chloe o parassem, salvando sua vítima. Enquanto isso, Maze e Amenadiel retornam para fazer as pazes com os amigos e reivindicar a cidade como sua casa. Enquanto Chloe diz a Lúcifer que o vê como seu parceiro, ela se encontra com um Sacerdote que a está ajudando contra Lúcifer. |              |                                                                                          |                     |                  |                   |
| 59 | 2            | "Somebody's Been Reading Dante's Inferno" "(Alguém Andou Lendo o Inferno de Dante)" (BR) | Sam Hill            | Ildy Modrovich   | 8 de maio de 2019 |
| Durante o período sabático de Chloe, ela conhece o padre Kinley, que serve uma divisão da Igreja quem sabe sobre Lúcifer. No presente, uma concorrente do reality show, Melinda Hagey, é encontrada morta. Depois de questionar outros concorrentes, Chloe questiona Lúcifer apenas para descobrir que ele não é como suas representações e ele odiava governar o inferno. O trabalho de laboratório de Ella revela que Melinda comeu comida da equipe, e Maury revela que ele gravou Melinda com outra concorrente, Kylie, no banheiro. Uma desamparada Kylie admite a morte de Melinda, por ter confundido suas conversas com Maury como um caso. Mais tarde, Chloe encontra Lucifer para jantar, e ele explica sua vulnerabilidade na proximidade dela. Depois de um telefonema de Ella, Chloe deduz que o verdadeiro assassino foi o cinegrafista, que matou Melinda por renegar seu acordo para dividir o prêmio em dinheiro. Enquanto isso, Amenadiel tenta interagir com a humanidade, mas acha desafiador, enquanto Maze sabe que desde que Chloe descobriu a verdade, ela teme que Maze possa machucar Trixie. Depois que Linda desmaia, seus testes de laboratório provam que Amenadiel a engravidou. Chloe conhece Kinley e dissolve seu acordo em devolver Lúcifer ao Inferno. Kinley responde indo a Lúcifer sobre notícias que ele não conhece sobre Chloe. |              |                                                                                          |                     |                  |                   |
| 60 | 3            | "O, Ye of Little Faith, Father" "(Homens de Pouca Fé, Pai)" (BR)                         | Jessika Borsiczky   | Jason Ning       | 8 de maio de 2019 |
| Kinley visita Lúcifer, revelando os planos de Chloe para mandá-lo de volta ao inferno. Amenadiel propõe a Linda, mas ela só quer uma mão para segurar, o que ele oferece. Enquanto isso, a cientista de foguetes Susan Ochoa e o mecânico David Ramirez, ambos ex-membros da gangue "Los X", são assassinados. Decidir não esperar por um mandado Dan e Maze tomam o assunto com suas próprias mãos para obter informações do líder do Los X aprendendo Oscar Rivas, o conselheiro de drogas de Susan e David, é o assassino. Lúcifer sugere a Chloe que ele sabe que ela mentiu para ele, assim como Dan liga com informações sobre Oscar. Lúcifer confronta Oscar que quer que Lúcifer o mate como punição e "revele o verdadeiro eu de Lúcifer"; sentindo que algo está errado. Lúcifer retém sua "cara do diabo" para que Oscar se mate. Encontrar um espelho unidirecional, Chloe e Lúcifer deduzem que Kinley orquestrou o caso para expor Lúcifer como o Diabo. Chloe prende Kinley por seu papel nos assassinatos, mas admite que ela não está pronta para aceitar Lúcifer como ele realmente é, então, magoado pelo engano de Chloe, Lúcifer decide tirar um tempo dela. Kinley é excomungado da Igreja. O episódio termina quando Eva entra em Lux e pede um Appletini. |              |                                                                                          |                     |                  |                   |
| 61 | 4            | "All About Eve" "(O Assunto é Eva)" (BR)                                                 | Sherwin Shilati     | Chris Rafferty   | 8 de maio de 2019 |
| O joalheiro Pablo Silva é assassinado, com o colar que ele acabou de roubar; evidências levam a Bashir Al-Fassad. Lúcifer encontra Eve em Lux; ela usou Pablo como uma carona para LA. Eve é atacada pelo colar, mas Lúcifer a salva. Chloe e Dan, seguidos por Lúcifer e Eva, vão à casa de Bashir; Chloe chama a favor de Bashir por Lúcifer, por informações. Um vídeo do telefone de Pablo revela outra garota no avião; o grifter "Odessa". Lúcifer e Eve fazem um acordo: para segurança de Eve, ele encontrará o colar para Bashir. Ambas as partes encontram Odessa em uma briga de bar, mas ela deu o colar a um corretor para leilão. Lúcifer encontra o leilão, mas Chloe pede que ele encontre o corretor, que é revelado o braço direito de Bashir. No entanto, Chloe rapidamente percebe que Pablo foi morto por seu parceiro para aumentar o valor do colar. Eva admite vir à Terra para Lúcifer, aceitando seu rosto do Diabo. Chloe chega para vê-los se beijar e sai consternada. Linda e Amenadiel estão tendo um menino, mas se preocupe se tiver asas. Maze pergunta se ela pode se mudar, sentindo-se indesejada por Chloe. Chloe também se conecta com Linda por saber sobre o sobrenatural. |              |                                                                                          |                     |                  |                   |
| 62 | 5            | "Expire Erect" "(Expirar Ereto)" (BR)                                                    | Viet Nguyen         | Mike Costa       | 8 de maio de 2019 |
| Desejando fechar com Chloe, que precisa de um carro antigo para entrar em um clube exclusivo de entusiastas de automóveis, Lucifer concorda em ajudar no "caso final". Ella aprende sobre Eve, indo a Lux para avisá-la, mas Eve a encanta e elas tomam drogas juntos. Chloe também conhece Eve, assim como seu suspeito, Marco Franklin, mantém todos no refém de Lux com uma bomba, atirando em Lúcifer na frente de Chloe. Dan e Maze trabalham para satisfazer a demanda do assassino e encontrar sua esposa, Leona; enquanto Dan envia um sanduíche ruim para Marco. Chloe, entendendo o contexto do sanduíche, percebe que a SWAT violará o sudoeste. Ella recebe cocaína para ser estimulada o suficiente para desarmar a bomba. Leona é encontrada, mas ao entrar em Lux, esfaqueia Marco, revelando que planejou um assalto, mas Marco sofreu a queda. Chloe engana Leona para o canto sudoeste de Lux, e fica atordoado com a entrada da SWAT, quando Ella desarma a bomba. Chloe se joga em Lúcifer para protegê-lo. Lúcifer diz que este não será o último caso, e ele reconhece que Eve é sua namorada. No entanto, Eve fica chocada ao saber que apenas Chloe o torna vulnerável. Ella também perde ainda mais a fé em Deus. |              |                                                                                          |                     |                  |                   |
| 63 | 6            | "Orgy Pants to Work" "(Calças de Orgia para Trabalhar)" (BR)                             | Louis Milito        | Aiyana White     | 8 de maio de 2019 |
| Eva faz amizade com Maze, mas fica consternada com os deveres de Lúcifer com a polícia de Los Angeles. Chloe desaprova seu novo comportamento desagradável depois que ele usa sua calça de orgia para trabalhar. Investigando o assassinato de Gary Van Brunt, eles são levados a Vincent Walker, um especialista em Seqüestro / Resgate, que Gary auditou. Vincent brigou com Gary pelos subornos aos guardas de fronteira para garantir a segurança dos clientes, mas estava em um avião durante o assassinato. Ella descobre que Gary estava vestindo roupas muito caras, Lúcifer conclui que ele foi atacado em uma colônia de nudistas no Malibu Canyon. O proprietário, Julian McCafferry, é o principal suspeito, mas seu pai, o magnata do transporte Jacob Tierning, liberta seus advogados Julian em pouco tempo. Ao vigiar um dos navios de Tierning, eles descobrem que Julian está envolvido com o tráfico de pessoas. Lúcifer o confronta, mas Julian escapa jogando barris nele e mata o policial Joan - um dos amigos da LAPD de Lúcifer. Eva pede a Lúcifer que castigue Juliano; ele quebra a coluna de Julian, aleijando-o. Enquanto isso, o anjo Remiel chega tendo sentido o anjo bebê, para pegá-lo e criá-lo no céu. Amenadiel defende seu bebê e Linda. Maze toma o lugar de Amenadiel na classe Lamaze e constrói um vínculo materno com Linda. |              |                                                                                          |                     |                  |                   |
| 64 | 7            | "Devil Is as Devil Does" "(O Diabo é Aquilo Que Faz)" (BR)                               | Richard Speight Jr. | Jen Graham Imada | 8 de maio de 2019 |
| Remiel derrotado avisa Amenadiel que ele vai se arrepender de ter criado seu filho na Terra. Maze se torna protetor de Linda. Julian confessa a todas as acusações; Dan acredita que Lúcifer o aleijou, mas Chloe sabe que ele está amargo com a morte de Charlotte. O assassinato de Sam Zofrelli aponta para Greg "Pony Boy" Grabowski, mas Chloe descobre que "Pony Boy" trabalha para Tierning através de uma empresa de fachada. Lúcifer percebe que Tierning matou Sam pensando que ele aleijou Julian; Lúcifer quase o ataca, mas é acalmado por Chloe. Mais tarde, Lúcifer admite ter aleijado Julian; sendo o diabo, ele se vê acima da lei. Dan conta a Tierning sobre as ações de Lúcifer. Trixie visita Lúcifer por preocupação e suspeita de Eve, enquanto Dan e Chloe a encontram desaparecida e correm para a cobertura de Lúcifer. Pony Boy ataca, mas Lúcifer o subjuga e vai enfrentar Tierning. Intimidando-o, Lúcifer leva Tierning à delegacia para confessar; ele lembrou que Chloe viu o lado melhor dele e quer recuperar a confiança dela. Dan e Ella começam um caso. Chloe encontra Kinley na prisão e aprende a profecia: Lúcifer e seu "primeiro amor" desencadeiam o mal. Lúcifer pede ajuda a Linda, pois suas asas de anjo se tornaram asas de demônio. |              |                                                                                          |                     |                  |                   |
| 65 | 8            | "Super Bad Boyfriend" "(Namorado Muito Ruim)" (BR)                                       | Claudia Yarmy       | Jason Ning       | 8 de maio de 2019 |
| Investigando a morte da professora Sandra Baez, Chloe conta a Lúcifer sobre a profecia; ele conclui que terminar com Eve vai impedir, mas não consegue se livrar dela. Os alunos Lexy e Nate revelam que o pai de Nate estava dormindo com Sandra após o divórcio, mas se separaram mutuamente há uma semana. Lúcifer leva Eva para suas sessões, mas sai pela culatra, assim como interpretar o "clichê do mau marido". Caleb Mayfield, um estudante que precisa de um "favor de Lúcifer" conhece Amenadiel; Caleb quer vender drogas para o traficante Tahir. Mais tarde, dois policiais prendem Caleb como a arma do crime estava no armário de Caleb, com uma hostilidade crescente até Dan chegar e ordenar que se afastasse.. Ella informa a Dan que um policial contou a Tierning sobre Lúcifer. Nate revela que Sandra descobriu que roubaram as respostas do SAT, então Lexy a matou no clube de golfe de Caleb; ele manteve as roupas ensangüentadas de Lexy, o que limpa Caleb. Amenadiel paga Tahir e convida Caleb para um jogo individual entre amigos. No final do juízo, Lúcifer ataca Eve, dizendo a ela que eles terminaram. Chloe liga, revelando que Caleb foi morto a tiros. Lúcifer se junta a Amenadiel, furioso, que vence Tahir; perdendo a fé na humanidade, Amenadiel decide criar seu filho no céu. Durante uma sessão com Linda, Lúcifer percebe que ele sofre profundo ódio por si mesmo. Enquanto isso, Maze tem dificuldade em encontrar um parceiro romântico. |              |                                                                                          |                     |                  |                   |
| 66 | 9            | "Save Lucifer" "(Salvem Lucifer)" (BR)                                                   | Lisa Demaine        | Joe Henderson    | 8 de maio de 2019 |
| A corretora Beth Murphy encontra sua irmã Moira assassinada. Lúcifer descobre que ele está se transformando lentamente em sua "forma demoníaca", confiando em Chloe que sua recente revelação deve ser a causa. Eve o quer de volta, então Maze a leva para uma caçada de recompensa. O contador de Moira revela que foi perdido um pen drive com informações confidenciais. Eve sugere uma operação com notícias falsas de uma cópia do pen drive ausente. Chloe realiza uma festa de máscaras para esconder a mudança de Lúcifer, mas o nojo de Lúcifer está fora de controle; felizmente, Beth faz com que admita o crime. Megan confiou a ela as finanças, mas um investimento ruim custou todo o dinheiro e Beth estalou quando Megan gritou com ela. Depois que Beth sai, Chloe diz a Lúcifer que ela acredita que suas mudanças são porque ele se culpa pelos pecados da humanidade; ele precisa se perdoar. Optando por fazê-lo, Lúcifer volta ao normal. Enquanto isso, Ella confronta Dan sobre ter Tierning atrás de Lúcifer; ela encobriu, pedindo-lhe para obter ajuda. Dan vê Linda, admitindo que culpou Lúcifer, mas se sente culpado. Enquanto conversam, a água de Linda quebra. Eve sequestra Kinley para dissipar a profecia, mas Maze se aproxima de Eve; Eva deve aceitar que Lúcifer não a ama. Maze chega para ver o nascimento; o bebê se chama Charlie na memória de Charlotte. Kinley sugere que Eve leve Lúcifer de volta ao inferno; ele tenta matá-la, mas Eve encontra uma das facas de Maze e o mata. Sem saber que ela cumpriu a profecia, Eva convoca um demônio no cadáver. |              |                                                                                          |                     |                  |                   |
| 67 | 10           | "Who's da New King of Hell?" "(Quem é o Novo Rei do Inferno?)" (BR)                      | Eagle Egilsson      | Ildy Modrovich   | 8 de maio de 2019 |
| Lúcifer diz a Linda que ele está curado, mas ela não tem certeza. Olhando para o assassinato do DJ "Holla Bae", a única pista é uma transmissão ao vivo dele sendo esfaqueado. Secretamente, foi feito pelo demônio Dromos (possuidor do corpo de Kinley) para convocar outro demônio. Depois de entrevistar o rapper rival "Monopolize", Chloe encontra um post nas redes sociais de Kinley e Holla entrando em uma igreja, mas encontra Maze rastreando Kinley; ela percebe a situação e atualiza Chloe. Em Lux, Dromos e Squee cumprimentam Lúcifer; com raiva de Dromos já quebrou sua proibição de posses, Lúcifer diz para ele voltar. Ao saber de Charlie, Dromos decide sequestrar e criar a criança como o novo rei do inferno. Ella recupera sua fé e convence Dan a deixar ir sua raiva. Descobrindo o plano de Dromos, Eve vai para Lúcifer. Lúcifer, Amenadiel, Maze, Chloe e Eve lançam uma missão de resgate. No entanto, quando os demônios os superam, Lúcifer é forçado a transformar e ordenar que os demônios retornem ao inferno. A provação faz Amenadiel optar por criar Charlie na Terra com Linda. Eve parte para se encontrar. Chloe finalmente aceita Lúcifer, admitindo seu amor. No entanto, Lúcifer percebe que a profecia estava certa e Chloe foi seu verdadeiro primeiro amor. Depois de compartilhar um beijo com Chloe, Lúcifer retorna ao seu trono no inferno. |              |                                                                                          |                     |                  |                   |